# 倉里麻未
倉里 麻未（くらさと まみ、1988年12月28日 - ）は、埼玉県出身のグラビアアイドル。プリスタル所属。

## 略歴・人物
視力が弱く、コンタクトレンズか眼鏡を常用としているため、グラビアでは意図的に眼鏡っ娘キャラで売り出すことも多い。
2006年からはアイドルユニット・ピュアリティーズのメンバーとして活躍。
イラストが得意で、本人のDVD発売記念イベントで自分の描いたイラストをファンにプレゼントした事も。
趣味はカラオケ、卓球等。

## 出演

### バラエティ
- 美少女トロピカル!（2006年レギュラー - EXエンタテイメント）

### CM
- カードショップトレジャー（2006年）

### 舞台
- バレンタイン☆キッス (2007年2月、pures　新宿シアターアプル)

## ビデオ・DVD
- CHLARIS 清純メガネっ娘少女光臨（2006年、プリスタル）